# Елизабет Мария Австрийска
Елизабет Мария Хенриета Стефания Гизела Австрийска (на немски: Elisabeth Marie Henriette Stephanie Gisela von Österreich; * 2 септември 1883, замък Лаксенбург; † 16 март 1963, Виена) е ерцхерцогиня на Австрия и единствено дете на кронпринц Рудолф Австрийски.
В семейството е известна с псевдонима „Ержи“, галено название на името ѝ на унгарски. Впоследствие е наречена „Червената ерцхерцогиня“, понеже става социалистка и член на Социалдемократическата партия на Австрия.

## Произход и детство
Елизабет е родена в замъка Лаксенбург на 2 септември 1883 г. в семейството на Рудолф Австрийски и принцеса Стефани, дъщеря на Леополд II от Белгия. Единственото дете на нейния (покоен) баща, Ержи е любимата внучка на дядо си по бащина линия, император Франц Йосиф Австрийски.
През 1889 г., когато е на малко повече от пет години, баща ѝ и любовницата му, баронеса Мария фон Ветсера, са намерени мъртви в това, което се предполага, че е съглашение за убийство и самоубийство, в императорската ловна хижа Майерлинг. Смъртта на баща ѝ нарушава династичното наследство в австрийското императорско семейство Хабсбург-Лотаринги, разбивайки вече несигурната брачна ситуация на нейните баба и дядо. Франц Йосиф поема нейното настойничество; по негова заповед ѝ е забранено да напуска Австрия с майка си.
В ранна възраст тя проявява силен характер, както и опозиция на виенския двор. Нейната баба, красивата и капризна императрица Елизабет (Сиси), не обича да я определят като баба и поддържа повърхностни отношения с внуците си, включително и с Елизабет, но полага усилия, когато е в двора, да играе ролята на любяща баба, за да угоди на Франц Йосиф, който обожава внучката си. След смъртта ѝ наследството на императрицата е разделено между дъщерите ѝ Гизела и Мария Валерия (по 2/5) и племенницата ѝ Елизабет (1/5), както се вижда от дневника на ерцхерцогиня Мария Валерия. Елизабета подарява на племенницата си Ержи и поредица от нейните известни диамантени звезди, които също са сред сватбените подаръци на младата ерцхерцогиня. Императрицата демонстрира презрението си към снаха си преди скандала и след Майерлинг обвинява ревността на Стефани за нещастието и самоубийството на сина си. Съпругата на Рудолф, принцеса Стефани, майка на младата ерцхерцогиня Елизабет, е напълно зависима от милосърдието на императора. След смъртта на Рудолф произтичащата от това липса на имперска подкрепа за Стефани се отразява неблагоприятно на връзката на Елизабет с майка ѝ, затова майка и дъщеря никога не са близки.
През 1900 г. Стефани се отказва от титлата си на принцеса, за да се омъжи за млад протестант – унгарският граф Елемер Лоняй. Въпреки че Франц Йосиф ѝ осигурява зестра и Лоняй впоследствие става католик, Елизабет прекъсва всякакъв контакт с майка си, тъй като тя гледа на брака ѝ като на предателство към паметта на баща ѝ. По-късно, през 1934 г., Стефани си отмъщава, като лишава от наследство Елизабет, единствената си дъщеря.

## Брак с Ото цу Виндиш-Грец
Белгийският кралски двор разглежда Елизабет като възможна булка за принц Алберт, предполагаем наследник на белгийския трон, но крал Леополд II, който яростно не одобрява неотдавнашния морганатичен брак на майка му с граф Лоняй, отказва да даде на Алберт своето разрешение. Сестрата на Алберт, Хенриета, е ужасена от избора на брат си, смятайки, че средата на Елизабет е твърде нестабилна за успешен брак.
По това време Елизабет се запознава с принц Ото цу Виндиш-Грец (* 1873, † 1952) на придворен бал. Десет години по-възрастен от нея, той е далеч под нейния ранг. Въпреки това Елизабет настоява Франц Йосиф да ѝ даде разрешение да се омъжи за него; той се съгласява. Според много разкази само Елизабет иска брака; Ото вече е бил сгоден за друга жена и е изумен, когато неговият император го информира за новия му годеж. Наредено му от императора да прекъсне своя „незначителен“ годеж и да се ожени за племенницата му: той се подчинява.
За да избегне бъдещи спорове за наследство, императорът принуждава Елизабет да се откаже от династичните си права, въпреки че ѝ позволява да запази личните си титли и ѝ осигурява щедра зестра. Всъщност Хабсбургите не смятат рода на Ото за равен и затова е необходимо бракът да е морганатичен, така че да не бъде оказван натиск върху Елизабет да стане императрица, ако унаследяването отново се прекъсне.

Двойката се жени в Хофбург на 23 януари 1902 г. Бракът обаче е проблемен и носи на императора неприятни спомени за смъртта на сина му и последвалия допълнителен скандал за семейството:
„Вашата племенница наскоро се омъжи за принц Виндиш-Грец. Тя беше единственото дете на покойния престолонаследник принц Рудолф. Бракът беше съюз на любов, но когато бяха женени само една година, те се скараха за актриса, която принцеса Елизабет, застреля и почина от нараняванията си. В резултат на това събитие императорът не присъства на кръщенето на сина на ерцхерцогинята принцеса Виндиш-Грец. Аферата предизвика болезнена сензация във Виенския двор, въпреки че беше потулена, както повечето подобни събития са.“
И Ержи, и Ото са обърнати към идеята за извънбрачни връзки и връзката на Елизабет с Егон Лерх, капитан на подводница в Имперския и Кралския флот по време на Първата световна война, е добре известна. Едва след смъртта на Франц Йосиф през 1916 и края на монархията през 1918 г. двойката официално се разделя.
През 1921 г. Елизабет се присъединява към Социалдемократическата партия и се среща с Леополд Пецнек от Брук ан дер Лайта, тогавашен председател на Сметната палата, на едно от изборните събрания. Учител и убеден социалдемократ, Пецнек произлиза от скромен произход, но е високо образован. Той също е женен: съпругата му (с която има син) е интернирана в психиатрична болница в Мауер-Олинг и умира там на 9 юни 1935 г.
Съдебното производство се проточва дълго и едва през март 1924 г. Елизабет успява да получи официално развод. Започва сензационна битка за попечителството на четирите им деца. Първоначално съдът присъжда на Елизабет попечителството над двамата най-големи сина, докато по-малките син и дъщеря отиват да живеят с Ото.
В началото на 1948 г. Елизабет официално се развежда с принц Ото.

## Брак с Леополд Пецнек
На 4 май 1948 г. Елизабет се омъжва за Леополд Пецнек (* 1881, † 1956), с когото живее дълги години.
Пецнек, който е прекарал известно време в затвора от нацистите, става председател на Долноавстрийския ландтаг след войната.
Елизабет става известна като „Червената ерцхерцогиня“ (на немски: Die rote Erzherzogin) заради връзката си със съпруга ѝ Леополд и членството ѝ в Социалиалдемократическата партия. Тя често посещава спиритуалисти и записва тези сеанси в дневника си.

## Смърт
Елизабет умира във Виена на 16 март 1963 г., около шест месеца преди 80-ия си рожден ден. В съответствие с нейното желание е погребана в немаркиран гроб на гробището Хютелдорфер във Виена, близо до къщата, където е прекарала последните си години с огромните си кучета.

## Потомство
Елизабет има от Ото трима синове и една дъщеря:
- Франц Йосиф цу Виндиш-Грец (* 1904, † 1981), ∞ за графиня Гислен д'Аршот-Шенховен, от която има две деца
- Ернст цу Виндиш-Грец (* 1905, † 1952), ∞ за 1. Хелена Скинер (развод), от която има две деца 2. за баронессе Ева фон Исбари, от която има две деца
- Рудолф цу Виндиш-Грец (* 1907, † 1939), няма брак и потомци
- Стефани цу Виндиш-Грец (* 1909, † 2005), единствената дъщеря на двойката, която е родена в Плошковиц, ∞ 1. за Пиер д'Акантара ди Кериу, граф на Алкантара ди Кериу, от когото има един син 2. за Карл Аксел Бьорклунд, от когото има един син